# Tantilla johnsoni
Tantilla johnsoni (багатоніжкова змія Джонсона) — вид змій родини полозових (Colubridae). Ендемік Мексики.

## Поширення і екологія
Багатоніжкові змії Джонсона відомі з типової місцевості, розташованої в муніципалітеті Мотосінтла в штаті Чіапас, на висоті 450 м над рівнем моря. Вони живуть у вологих тропічних лісах в передгір'ях.